# 花尾蝠屬
花尾蝠屬（花尾蝠）（学名：Euderma），为哺乳綱、翼手目、蝙蝠科的一屬哺乳動物。

## 下属物种
- 花尾蝠 (小斑點蝠) - Euderma maculatum J. A. Allen, 1891